# Mycoplasma salivarium
Mycoplasma salivarium è una specie di batterio appartenente alla famiglia delle Mycoplasmataceae.